# كريبية
الكريبية (الاسم العلمي:Craibia) هي جنس من النباتات يتبع الفصيلة البقولية من رتبة الفوليات. سمي هذا الجنس من قبل عالم النبات الإنكليزي ستيفن دان تكريماً لمواطنه عالم النبات ويليام غرانت كريب (1882-1933) (بالإنجليزية: William Grant Craib)‏.

## أنواع الكريبية
- كريبية أطلسية (الاسم العلمي:Craibia atlantica)
- كريبية براونية (الاسم العلمي:Craibia brownii)
- كريبية بسيطة (الاسم العلمي:Craibia simplex)
- كريبية زيمرمانية (الاسم العلمي:Craibia zimmermannii)
- كريبية سميكة الأوراق (الاسم العلمي:Craibia crassifolia)
- كريبية كبيرة الأزهار (الاسم العلمي:Craibia grandiflora)
- كريبية مشابهة (الاسم العلمي:Craibia affinis)
- كريبية ملتبسة (الاسم العلمي:Craibia dubia)
- (الاسم العلمي:Craibia brevicaudata)
- (الاسم العلمي:Craibia laurentii)
- (الاسم العلمي:Craibia lujai)
- (الاسم العلمي:Craibia macrantha)

### أنواع غير مؤكدة
- كريبية بكوارتية (الاسم العلمي:Craibia bequaertii)
- كريبية خيطية الساق (الاسم العلمي:Craibia filipes)
- كريبية لوجاوية (الاسم العلمي:Craibia lujae)